# Ystrad Mynach (stacja kolejowa)
Ystrad Mynach (ang. Llanbradach railway station) – stacja kolejowa w Ystrad Mynach, w hrabstwie miejskim Caerphilly w Walii. Znajduje się na Rhymney Line.
Usługi pasażerskie są świadczone przez Arriva Trains Wales jako część sieci Valleys & Cardiff Local Routes.
Istnieje autobus linowy (901), który łączy się z pociągiem. Jest on dostępny tylko dla pasażerów w ruchu kolejowym i obsługuje Maesycwmmer, Pontllanfraith i Blackwood.

## Linie kolejowe
- Rhymney Line